# Dorothy Cundall

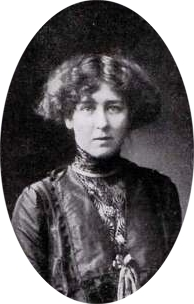
Dorothy Cundall

Dorothy Ursula Cundall (* 19. Oktober 1882; † 8. Februar 1954 in Bournemouth, verheiratete Dorothy Harvey, später Dorothy Bisgood) war eine englische Badmintonspielerin.

## Karriere
Dorothy Cundall wurde 1907, 1908 und 1909 Zweite bei den All England im Damendoppel mit Alice Gowenlock. 1911 und 1912 schafften es beide bis ganz nach oben, als sie das Finale gewannen. Zuvor hatte Cundall bereits ihren ersten Titel im Mixed gewonnen, als sie 1910 mit Guy Sautter erfolgreich war.
1912 heiratete sie Douglas Moore Harvey, welcher 1917 starb. 1922 gab sie Bertram Bisgood das Ja-Wort, welcher auch im Badminton aktiv war. Er repräsentierte Irland sechs Mal und wurde später sowohl Vizepräsident der Badminton Association of England als auch der International Badminton Federation.
Dorothy Cundall hatte zwei Kinder, Ian Harvey und Jeanne Bisgood, welche eine erfolgreiche Golferin wurde.

## Erfolge
| Saison | Veranstaltung | Disziplin   | Platz | Name                              |
| ------ | ------------- | ----------- | ----- | --------------------------------- |
| 1907   | All England   | Damendoppel | 2     | Alice Gowenlock / Dorothy Cundall |
| 1908   | All England   | Damendoppel | 2     | Alice Gowenlock / Dorothy Cundall |
| 1909   | All England   | Damendoppel | 2     | Alice Gowenlock / Dorothy Cundall |
| 1910   | All England   | Mixed       | 1     | Guy A. Sautter / Dorothy Cundall  |
| 1911   | All England   | Damendoppel | 1     | Alice Gowenlock / Dorothy Cundall |
| 1912   | All England   | Damendoppel | 1     | Alice Gowenlock / Dorothy Cundall |